# Roark Capital Group
Roark Capital Group är ett amerikanskt riskkapitalbolag som förvaltar ett kapital på 37 miljarder amerikanska dollar för augusti 2023. De gör investeringar främst i kafé- och restaurangkedjor men även i branscher såsom friskvård, hälsa, miljövård och tandvård.

## Historik
Företaget grundades 2001 av Neal K. Aronson, som hade tidigare medgrundat och varit finansdirektör för U.S. Franchise Systems, som var en franchisetagare inom hotellbranschen. Aronson döpte riskkapitalbolaget efter den fiktiva karaktären Howard Roark i Ayn Rands roman Urkällan.

## Investeringar
Ett urval av investeringar som Roark har genomfört:
- The Cheesecake Factory (4,6%[6])
- CKE Restaurants Holdings
  - Carl's Jr.
  - Hardee's
- Culver's (minoritet)[7]
- Go To Foods
  - Auntie Anne's
  - Carvel
  - Cinnabon
  - Jamba Juice
  - McAlister's Deli
  - Moe's Southwest Grill
  - Schlotzsky's
- Inspire Brands
  - Arby's
  - Baskin-Robbins
  - Buffalo Wild Wings
  - Dunkin' Donuts
  - Jimmy John's
  - Mister Donut
  - Sonic Drive-In
- Subway
- Wingstop (sålt av allt innehav)